# Pleopeltis orientalis
Pleopeltis orientalis är en stensöteväxtart som beskrevs av Michael Sundue. Pleopeltis orientalis ingår i släktet Pleopeltis och familjen Polypodiaceae. Inga underarter finns listade.